# Kōtarō Yanagi
Kōtarō Yanagi (柳 浩太郎, Yanagi Kōtarō) (né le 21 décembre 1985) est un acteur japonais qui a joué dans divers films, drames et comédies musicales.

## Biographie
Kotaro est né le 21 décembre 1985 à Berlin en Allemagne, cependant il est complètement Japonais. Il vit en Allemagne jusqu'à ses 3 ans. Sa famille déménage ensuite au Japon où il rentre à l'école maternelle. À cause du travail de son père, la famille Yanagi déménage à nouveau, cette fois-ci en Inde alors que Yanagi rentre en première année primaire.
Yanagi reste avec ses parents et va dans une école proche pendant quelques années. Ensuite, il suit des cours dans une école américaine beaucoup plus loin où il apprend l'anglais. La famille Yanagi revient au Japon lorsque Kotaro reçoit son diplôme.
Kotato est bilingue anglais et japonais. Il mesure 1,65 m.
Yanagi fait partie d'une agence de talent et a joint la troupe de chanteur/acteur D-Boys.

## Carrière

### DD-Boys
Concept : Kotaro Yanagi et Yuya Endo vivent ensemble dans un appartement/garage appelé la "D-House" situé à Omote Sando. 
Au fil du temps, des amis (les autres acteurs des D-Boys: Masato Wada, Osamu Adachi, Yu Shirota, Yūichi Nakamura, Koji Seto, Masaki Kaji, Hiroki Suzuki, Hirofumi Araki, Kohei Kumai, Shunji Igarashi, Yuma Minakawa, Shingo Nakagawa) ont envahi les lieux et vivent avec eux. 
Ils doivent cependant un jour se décider à partir lorsque le propriétaire de l'appartement décide de rénover l'endroit. Ils pourront revenir vivre dans la D-House s'ils trouvent 2 000 000 yens comptant. Ils décident donc de faire plusieurs activités pour gagner de l'argent (courir, danser dans la rue, chanter, …)
DD-Boys est un Drama Documentaire dans lequel la troupe des D-Boys doit gagner de l'argent pour pouvoir rester chez eux. La partie "Drama" est le début de l'épisode qui commence par une introduction et la désignation du ou des garçon(s) allant participer au challenge/travail du jour. La partie documentaire est la suite de l'épisode, lorsque les caméras suivent le ou les garçon(s) lors de leur mission, recueillent les impressions, etc.
DD-Boys a 23 épisodes et a été diffusé sur TV Asahi du 10 avril 2006 au 25 septembre 2006

### Prince du Tennis
Le rôle le plus important de la carrière de Yanagi est celui de Ryoma Echizen, le prodige de 12 ans de Prince du tennis lors des comédies musicales, appelées Tenimyu par les fans. Cette fois-ci, encore, il collabore avec la troupe des D-Boys (Osamu Adachi, Yu Shirota, Hiroki Suzuki, Masato Kaji, Hirofumi Araki, Yuya Endo et Masato Wada) qui reprend les différents rôles de l'équipe des Seigaku et Yamabuki. Cependant, il ne peut participer à toutes les représentations à la suite d'un accident de voiture dont il est victime. Endo Yuya le remplace alors pendant sa longue convalescence.
Lors de son retour, les chorégraphies sont adaptées pour lui, ne sachant toujours pas bouger son corps rapidement. Yuya Endo et lui partagent le rôle de Ryoma Echizen pendant deux tenimyu, Endo faisant toutes les parties dansantes et les matches de tennis et Yanagi les parties chantées.
Endo débute seul après Dream Live 2d laissant la place complète à Yanagi.
Le 29 mars 2006, Yanagi gradue de son rôle de Ryoma Echizen, après 6 différents Tenimyu.

### Accident
En quittant les répétitions du deuxième volet de la comédie musicale Prince du Tennis Remarkable 1st Match: Fudomine, trois semaines avant la première, Yanagi est renversé par une voiture.
Il est gravement blessé, est touché aux cordes vocales et ne sait plus marcher. Il reste deux semaines dans le coma et les médecins prédisent la fin de sa carrière. Cependant, faisant preuve de beaucoup de courage, Yanagi retrouve peu à peu l'usage de ses jambes et son corps.
Après beaucoup d'heures de rééducation, Yanagi est de retour sur scène.
Bien qu'ayant encore des difficultés à marcher et chanter, Yanagi continue sa carrière de chanteur et acteur. Sa carrière de danseur est fichue, lui qui voulait devenir danseur professionnel.
Kimeru, le jeune chanteur de J-pop et qui tenait le rôle de Syuusuke Fuji dans Tenimyu, fut terriblement choqué par l'accident de Yanagi. Il lui dédia une musique sur son troisième single Overlap, Oath in the Storm.
Durant l'un des derniers épisodes de DD-Boys, Yanagi parle de son accident lors de son challenge avec des chevaux, bien que ne se rappelant très peu de choses.

## Marchandise
Yanagi a un DVD, appelé YA-NA-GI qui montre sa rééducation à la suite de son accident.
Un photobook, 20-2, fut mis en vente peu de temps avant son accident.
Aussi, un nouveau photobook/album, Nagiland, est sorti en septembre 2007.

## Comédie musicale/Théâtre
tenimyu: The Prince of Tennis Musical Series
- The Prince of Tennis Musical - Ryoma Echizen
- The Prince of Tennis Musical: Side Fudomine ~Special Match~ - Ryoma Echizen (avec son partenaire Endu Yuya, ils ont partagé le rôle qui avait le même rôle)
- The Prince of Tennis Musical: Dream Live 2d - Ryoma Echizen (avec Endo Yuya, à nouveau)
- The Prince of Tennis Musical: The Imperial Match Hyotei Gakuen - Ryoma Echizen
- The Prince of Tennis Musical: The Imperial Match Hyotei Gakuen in Winter - Ryoma Echizen
- The Prince of Tennis Musical: Dream Live 3rd - Ryoma Echizen
- Cooky Clown
- Out of Order
- Taikan Kisetsu
- Sohji

## D-Boys
- 1st D-Live - 2004
- 2d D-Live - 2004
- 3rd D-Live - 2005
- 4th D-Live - 2006
- Out of Order - 2007
- D-BOYS STAGE Vol. 1 - 2007
- D-BOYS STAGE Vol. 2 - 2008

## Dramas
- Hice Cool!
- Rocket Boys
- Puzzle (2007)
- Tadashii Ouji no Tsukurikata (2008)

## Films
- Aa~! Izakaya Puroresu
- Tonari no 801-chan (2007)
- Chikan Otoko

## Autres
- Marvelous Radio Vibration - Radio (5 mai 2005 au 1er avril 2006)